# Миливоје Антонијевић
Миливоје Антонијевић (Севојно, код Ужица, 9. новембар 1920 — 2004) био је учесник Народноослободилачке борбе и генерал-потпуковник ЈНА.

## Биографија
Рођен је 9. новембра 1920. у Севојну, код Ужица. Завршио је Учитељску школу у Ужицу, 1941. године.
Након окупације Југославије, 1941. ступио је у партизане. Исте године примљен је у чланство Комунистичке партије Југославије (КПЈ).
У току Народноослободилачког рата налазио се на дужностима помоћника политичког комесара чете и помоћника политичког комесара батаљона у Другој пролетерској ударној бригади. Потом помоћника политичког комесара Друге војвођанске ударне бригаде и др.
Након ослобођења Југославије, налазио се на дужностима у Команди армије, Државном секретаријату за народну одбрану (ДСНО) и начелника Штаба Територијалне одбране Социјалистичке Републике Србије. Завршио је Вишу војну академију ЈНА од 1951. до 1953. и Ратну школу ЈНА 1961. године. Активна служба у ЈНА престала му је 1978. године у чину генерал-потпуковника ЈНА.
Носилац је Партизанске споменице 1941. и других југословенских одликовања, међу којима су Орден заслуга за народ са златном звездом, Орден братства и јединства са златним венцем, Орден за храброст и др.